# Bukovik (Aranđelovac)
Pour les articles homonymes, voir Bukovik.
Bukovik (en serbe cyrillique : Буковик) est une localité de Serbie situé dans la municipalité d'Aranđelovac, district de Šumadija. Au recensement de 2011, elle comptait 2 611 habitants.
Bukovik est officiellement classé parmi les villages de Serbie.

## Démographie

### Évolution historique de la population
| 1948  | 1953  | 1961  | 1971  | 1981  | 1991  | 2002  | 2011  |
| ----- | ----- | ----- | ----- | ----- | ----- | ----- | ----- |
| 1 532 | 1 766 | 2 052 | 2 421 | 2 667 | 2 653 | 2 743 | 2 611 |

|  |